# CJ dos Santos
Carlos Joaquim Antunes dos Santos (Filadelfia, Pensilvania; 24 de agosto de 2000) mayormente conocido como  CJ dos Santos, es un futbolista portugués-estadounidense. Juega de portero en el San Diego FC de la Major League Soccer.

## Trayectoria

### Academias
Dos Santos comenzó a jugar fútbol a la edad de 2 años y continLó su desarrollo con las academias de fútbol locales Foxchase SC, Philadelphia SC y FC Delco antes de mudarse al Philadelphia Union en 2013. En agosto de 2016, firmó con la academia del Sport Lisboa e Benfica en Portugal.

### Sport Lisboa e Benfica "B"
Dos Santos hizo su debut profesional con el Sport Lisboa e Benfica "B" en un empate 1-1 de la Segunda División de Portugal con el Fútbol Club Oporto "B" el 25 de enero de 2021.

### Inter de Miami
El 11 de febrero de 2022, Dos Santos firmó con el Inter de Miami de la Major League Soccer.

## Selección nacional
Dos Santos nació en los Estados Unidos de padre caboverdiano y madre portuguesa. Es un internacional juvenil de los Estados Unidos, habiendo representado a la selección de fútbol sub-17 de Estados Unidos en el Campeonato Sub-17 de la Concacaf de 2017 y la Copa Mundial de Fútbol Sub-17 de 2017. Fue convocado para un campo de entrenamiento de la selección mayor de los Estados Unidos en diciembre de 2020.

## Clubes
| Club           | País           | Año           |
| -------------- | -------------- | ------------- |
| Benfica B      | Portugal       | 2019-2022     |
| Inter Miami II | Estados Unidos | 2022          |
| Inter Miami    | Estados Unidos | 2023-2024     |
| San Diego FC   | Estados Unidos | 2025-presente |

## Palmarés

### Títulos nacionales
| Título             | Equipo               | Sede           | Año  |
| ------------------ | -------------------- | -------------- | ---- |
| Supporter's Shield | Inter de Miami C. F. | Estados Unidos | 2024 |

### Títulos internacionales
| Título      | Equipo         | Sede           | Año  |
| ----------- | -------------- | -------------- | ---- |
| Leagues Cup | Inter de Miami | Estados Unidos | 2023 |